# パシフィックコンサルタンツインターナショナル
株式会社パシフィックコンサルタンツインターナショナル（PCI）は、かつて存在した日本の建設コンサルタント会社。東京都多摩市に本社を置いていた。パシフィックコンサルタンツ（PCKK）とは兄弟会社の関係にあった。

## 概説
かつて日本国外を中心に建設関係のコンサルタントやプロモーション業務を手がけていた。（以下、当時）
- 本社 東京都多摩市
- 海外事務所 ジャカルタ・マニラ・バンコク・ハノイ・クアラルンプール・ニューデリー・イスラマバード・コロンボ・ドーハ

## 沿革
1969年設立。1980年代にはバリ島・ヌサドゥアのリゾート開発を受注するなど、世界140の国と地域において約1万件のプロジェクト実績を挙げた。
1998年に北方領土支援では国後島ディーゼル発電施設について「新規設置は不要で、既存ディーゼル発電施設を改修すべき」という報告書を作成し、新規施設設置を主張した鈴木宗男や佐藤優らと対立した（後に国後島ディーゼル発電施設に絡んだ刑事事件に発展して、佐藤優に対して有罪が確定した）。
2008年には中国での遺棄化学兵器処理事業費の流用に関連し、特別背任・詐欺・法人税法違反（脱税）の各容疑、ベトナム・ホーチミン市の高官に対する贈賄（不正競争防止法違反）容疑で社長らが逮捕された（PCI事件）。詐欺罪、法人税法違反、不正競争防止法違反では有罪判決が確定したが、特別背任事件については無罪判決が確定した。
2008年5月より営業譲渡の協議を行い、2008年8月1日に、コンサルタント事業をオリエンタルコンサルタンツへ譲渡し、同事業から撤退した。

## 関連会社
- パシフィックコンサルタンツ